# Álvares de Azevedo
Pour la  journaliste, écrivaine et précurseure du féminisme au Brésil, voir Josefina Álvares de Azevedo.
Pour les articles homonymes, voir Azevedo.
 (avril 2011).
Si vous disposez d'ouvrages ou d'articles de référence ou si vous connaissez des sites web de qualité traitant du thème abordé ici, merci de compléter l'article en donnant les références utiles à sa vérifiabilité et en les liant à la section « Notes et références ».
Manuel Antônio Álvares de Azevedo (São Paulo, 12 septembre 1831 - Rio de Janeiro, 25 avril 1852) était un écrivain, conteur, dramaturge, essayiste romantique brésilien, adepte du mouvement « ultra-romantique » brésilien. Ses œuvres, fortement influencées par Alfred de Vigny, Alfred de Musset et Lord Byron, sont caractérisées par un dualisme et une morbidité importants. Il a été membre de l'Académie brésilienne des lettres.

## Œuvres
Toutes ses œuvres ont été publiées de façon posthume.
- Lira dos Vinte Anos (1853)
- Macário (1855)
- Noite na Taverna (1855 )
- O Conde Lopo (1886)